# 벌리개

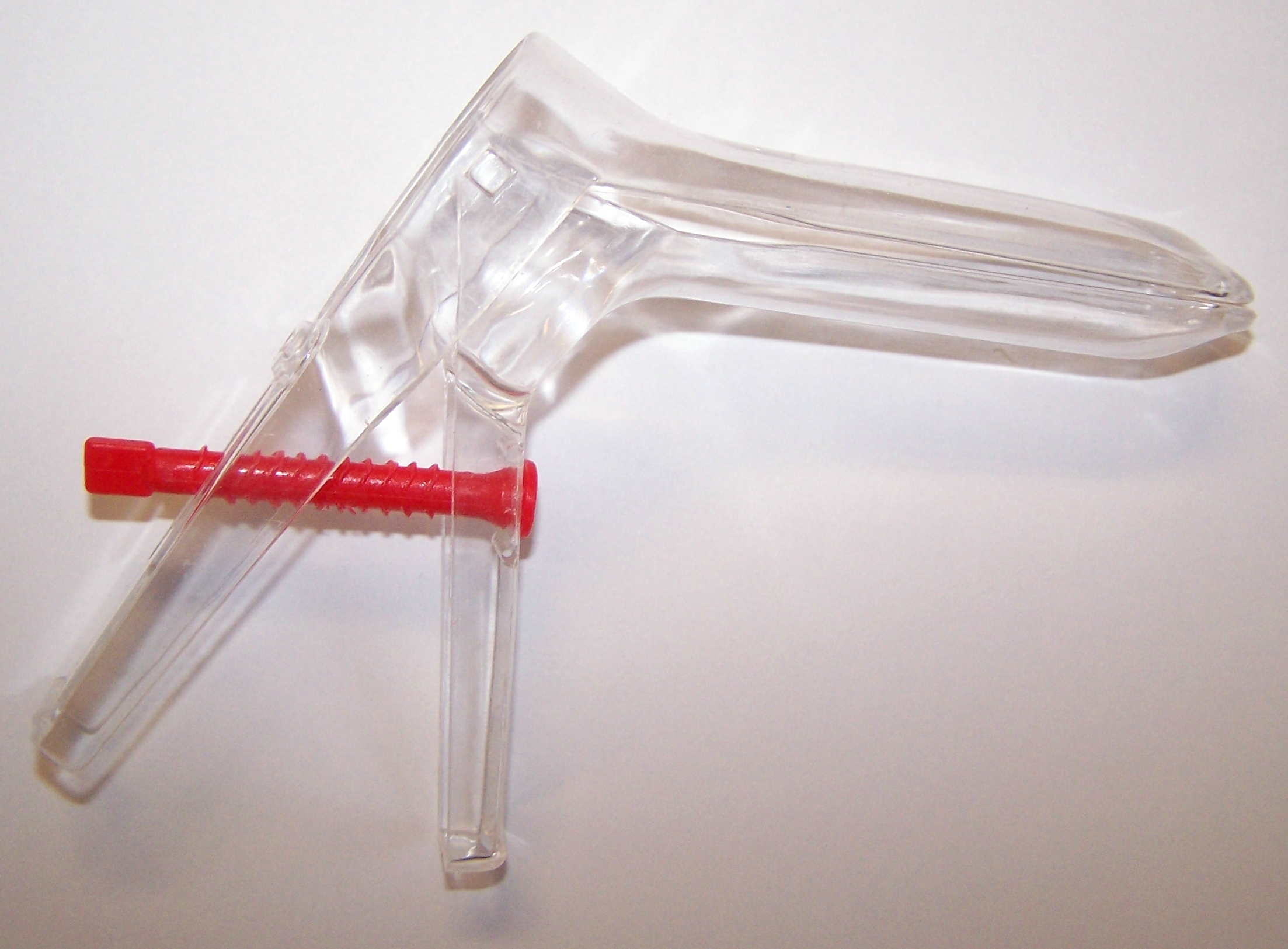
일회용 이판 플라스틱 질경(bivalved plastic vaginal speculum)은 진료실 산부인과에서 사용된다.

벌리개 또는 경(speculum. 라틴어로 '거울'을 의미; 복수형: specula 또는 speculums)은 신체의 구멍을 검사하는 의료 도구로, 구멍의 형태에 따라 모양이 달라진다. 고대 문헌에서는 거울을 디옵터(diopter) 또는 디옵트라(dioptra)라고도 불렀다. 내시경과 마찬가지로 벌리개는 신체 내부를 볼 수 있게 해준다. 그러나 내시경은 광학 장치를 사용하는 반면, 벌리개는 직접 보기 위한 것이다.

## 유형
speculum forceps 벌리개 집게, 보개 집게, 질경용 겸자

### 질
vaginal speculum 질벌리개, 질경, 자궁경

### 직장
anal speculum 항문경, 항문벌리개

### 코
nasal speculum, nasoscope 비경, 코벌리개, 코보개

### 귀
ear speculum, aural speculum, otoscope 귀보개, 이경

### 눈꺼풀
eyelid speculum, eye speculum, lid speculum 눈벌리개, 개검기

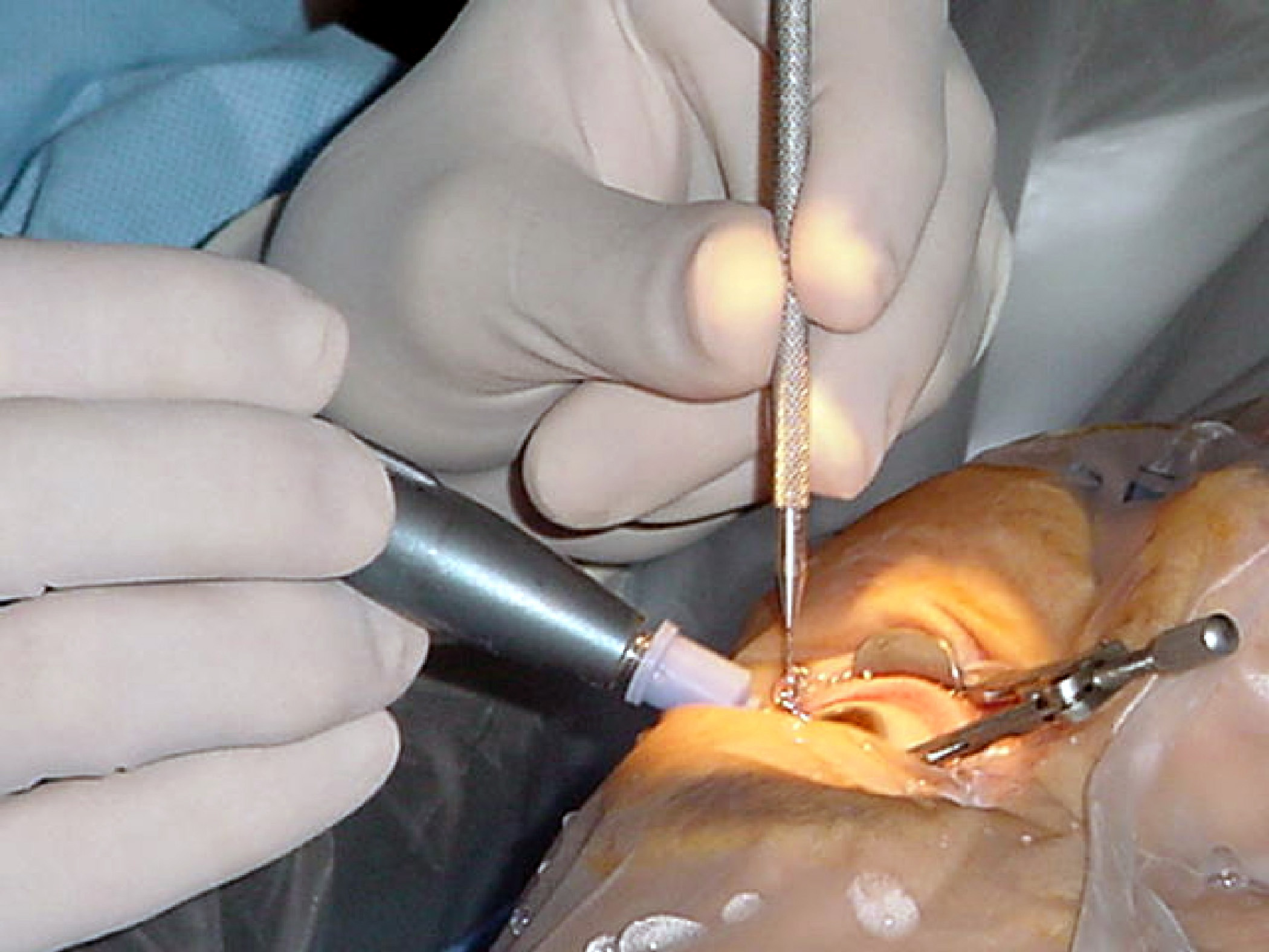
백내장 수술 중 사용하는 눈벌리개(오른쪽)

## 비의학적 용도
벌리개는 질과 항문 모두에서 성적 쾌감을 위해 사용된다.

## 같이 보기
- 처녀막
- 골반 검사
- 내시경
- 질확장기
- 질확대경 검사
- 거울 금속
- 스페쿨룸